# Pachyanthus clementis
Pachyanthus clementis är en tvåhjärtbladig växtart som beskrevs av Percy Wilson. Pachyanthus clementis ingår i släktet Pachyanthus och familjen Melastomataceae. Inga underarter finns listade i Catalogue of Life.